# Hanns Johst
Hanns Johst, född 8 juli 1890 i Seerhausen i närheten av Riesa, död 23 november 1978 i Ruhpolding, var en tysk författare engagerad i Nationalsocialistiska tyska arbetarepartiet (NSDAP) och en av Tredje rikets ledande kulturpersonligheter. Han är inte översatt till svenska (2022).

## Biografi
Johst studerade medicinvetenskap, germanistik, filosofi samt konsthistoria. Han anmälde sig som frivillig i armén 1914 och 1918 bosatte han sig vid den bayerska insjön Starnberger See.
Hans tidiga verk bär influenser av expressionism, till exempel romanen Der Anfang (1917) samt pjäserna Der Junge Mensch (1916) och Der Einsame. Han blev senare naturalistfilosof med verk som diktsamlingarna Rolandsruf (1919), Mutter (1921), Lieder de Sehnsucht (1924); romanerna Der Kreuzweg (1922) och So gehen sie hin (1930) samt skådespelen Der König (1920), Propheten (1923), Die fröhliche Stadt (1925) samt Thomas Paine (1927. Johst uppträdde även som essäist med verk som Wissen und Gewissen (1924) samt Ich glaube (1928).
År 1928 gick Johst med i Kampfbund für deutsche Kultur, som hade grundats av Alfred Rosenberg. 1932 blev han medlem i NSDAP och några år senare i Schutzstaffel (SS). I essän Standpunkt und Fortschritt (1933) förklarade han uttryckligen sitt stöd för Adolf Hitlers världsåskådning. År 1935 blev Johst president för både Reichsschrifttumskammer, som lydde under den kulturellt likriktande riksorganisationen Reichskulturkammer, och Deutsche Akademie für Dichtung, bägge tyska författarorganisationer som vid denna tidpunkt endast var öppna för författare som producerade pronazistiska verk. 
Mot slutet av andra världskriget återfanns Paul Schultze-Naumburg på propagandaministeriets lista över "gudabenådade" kulturskapare, den så kallade Gottbegnadeten-Liste, vilket skänkte honom ett extra skydd av staten och befriade honom från allt deltagande i militär verksamhet.

### När jag hör ordet kultur
Johst har blivit känd för en replik i pjäsen Schlageter (premiär 1933) som handlar om den tyske frikårskämpen Albert Leo Schlageter. Repliken ifråga tillskrivs ofta felaktigt någon av nazistledarna Hermann Göring, Heinrich Himmler eller ibland Joseph Goebbels:
"Wenn ich Kultur höre ... entsichere ich meinen Browning.", vilket ordagrant betyder: "När jag hör kultur... osäkrar jag min Browning!" (akt 1, scen 1). 
(Citatet förekommer oftast på svenska som: "När jag hör ordet kultur... osäkrar jag min revolver!", vilket är något felaktigt då en Browning inte är en revolver utan en halvautomatisk pistol.)